# کاسترو آلوز (باهیا)
کاسترو آلوز (به پرتغالی: Castro Alves) یک منطقهٔ مسکونی در برزیل است که در باهیا واقع شده‌است. کاسترو آلوز ۷۱۱٬۳۳۵ کیلومتر مربع مساحت و ۲۶٬۳۱۸ نفر جمعیت دارد.